# Reteporella aurantiaca
Reteporella aurantiaca är en mossdjursart som först beskrevs av William MacGillivray 1883.  Reteporella aurantiaca ingår i släktet Reteporella och familjen Phidoloporidae. Inga underarter finns listade i Catalogue of Life.